# Colorado Classic
La Colorado Classic és una cursa ciclista que es disputava anualment a l'estat del Colorado, als Estats Units. La primera edició es disputà el 2017 prenent el relleu de l'antic Tour del Colorado.
Des del primer moment la cursa s'integrà al calendari de l'UCI Amèrica Tour. El 2019 la cursa passà a ser femenina.

## Palmarès masculí
| Any  | Vencedor      | Segon           | Tercer      |
| ---- | ------------- | --------------- | ----------- |
| 2017 | Manuel Senni  | Serghei Tvetcov | Alex Howes  |
| 2018 | Gavin Mannion | Serghei Tvetcov | Hugh Carthy |

## Palmarès femení
| Any  | Vencedor     | Segon          | Tercer       |         |
| ---- | ------------ | -------------- | ------------ | ------- |
| 2019 | Chloé Dygert | Brodie Chapman | Omer Shapira |         |
| 2020 | suspesa      | suspesa        | suspesa      | suspesa |
| 2021 | suspesa      | suspesa        | suspesa      | suspesa |